# О Боже!
«О Боже!» — седьмой эпизод двадцатого сезона мультсериала «Южный парк». Вышел 9 ноября 2016 года в США на телеканале Comedy Central. В России премьера состоялась 17 ноября 2016 года на телеканале Paramount Comedy.

## Сюжет
Серия начинается с оглашений результатов президентских выборов, в которых победил «Гигантская Клизма». Для жителей США эта новость оказалось неожиданной. Картман просит Баттерса ответить на его оскорбительное сообщение о фильме, но Баттерс называет Эрика предателем и выгоняет из дома. В Форт-Коллинсе продолжается хаос из-за раскрытия интернет-истории жителей. Дания сообщает, что их сервис по поиску троллей скоро станет доступен по всему миру.
Джеральда доставляют к «Сэндвичу с дерьмом», которая просит его помочь вернуть ей победу на выборах. «Сэндвич» признаёт, что Джеральд троллил только ради развлечения и отправляет его в Данию под видом иностранного посла, чтобы он украл их технологию распознавания троллей. Там он встречает уже знакомых троллей. Они понимают, что повелись на обман правительства США.
Рэнди врывается домой к Мистеру Гаррисону и пытается узнать у него, почему он выиграл на выборах. Позже Кейтлин Дженнер стошнило на Рэнди, он успокаивается и хочет пересмотреть новые «Звёздные Войны». Позже он говорит, что в восторге от результатов выборов Шерон и Шелли, но они с ним не соглашаются.
ПК Директор снова пытается восстановить отношения между мальчиками и девочками с помощью Билла Клинтона и Билла Косби. Они предлагает ученикам вступать в «Джентльменский клуб». Стэн, под влиянием Билла Клинтона, просит прощения у Венди. Баттерс, увидев это, называет его предателем. Билл пытается узнать у Баттерса, чего он хочет добиться своим протестом.
Картман, боясь, что Хайди узнаёт его интернет-историю, предлагает ей на самом деле улететь на Марс при помощи компании SpaceX Илона Маска.

## Создание
Серия была готова к вечернему премьерному показу 9 ноября 2016 года под названием «Самый первый джентльмен» («The Very First Gentleman») по аналогии с первой леди. Авторы мультсериала были уверены, что на пародируемых в эпизоде президентских выборах в США победит Хиллари Клинтон, однако после объявления в этот же день победы на выборах Дональда Трампа им пришлось срочно менять название и сюжет эпизода за несколько часов до показа. Название эпизода «О Боже!» отражает шок от результатов выборов, ставших неожиданностью для многих американцев.
В то же время представитель телеканала Comedy Central пояснил, что, хотя изменения в сюжет серии были внесены в спешном порядке, сценаристы сериала работают над каждым эпизодом без исключений вплоть до самого дня его премьеры.

## Приём
Издание IGN оценило эпизод в 8,5 баллов из 10, в The A.V. Club эпизод был оценён в «C-», от сайта 411mania серия получила 7,8 баллов из 10.